# Garlate
Garlate é uma comuna italiana da região da Lombardia, província de Lecco, com cerca de 2.525 habitantes. Estende-se por uma área de 2 km², tendo uma densidade populacional de 1263 hab/km². Faz fronteira com Galbiate, Lecco, Olginate, Pescate, Vercurago.

## Demografia
| Variação demográfica do município entre 1861 e 2011                               |
|                                                                                   |
| Fonte: Istituto Nazionale di Statistica (ISTAT) - Elaboração gráfica da Wikipedia |